# 泮池

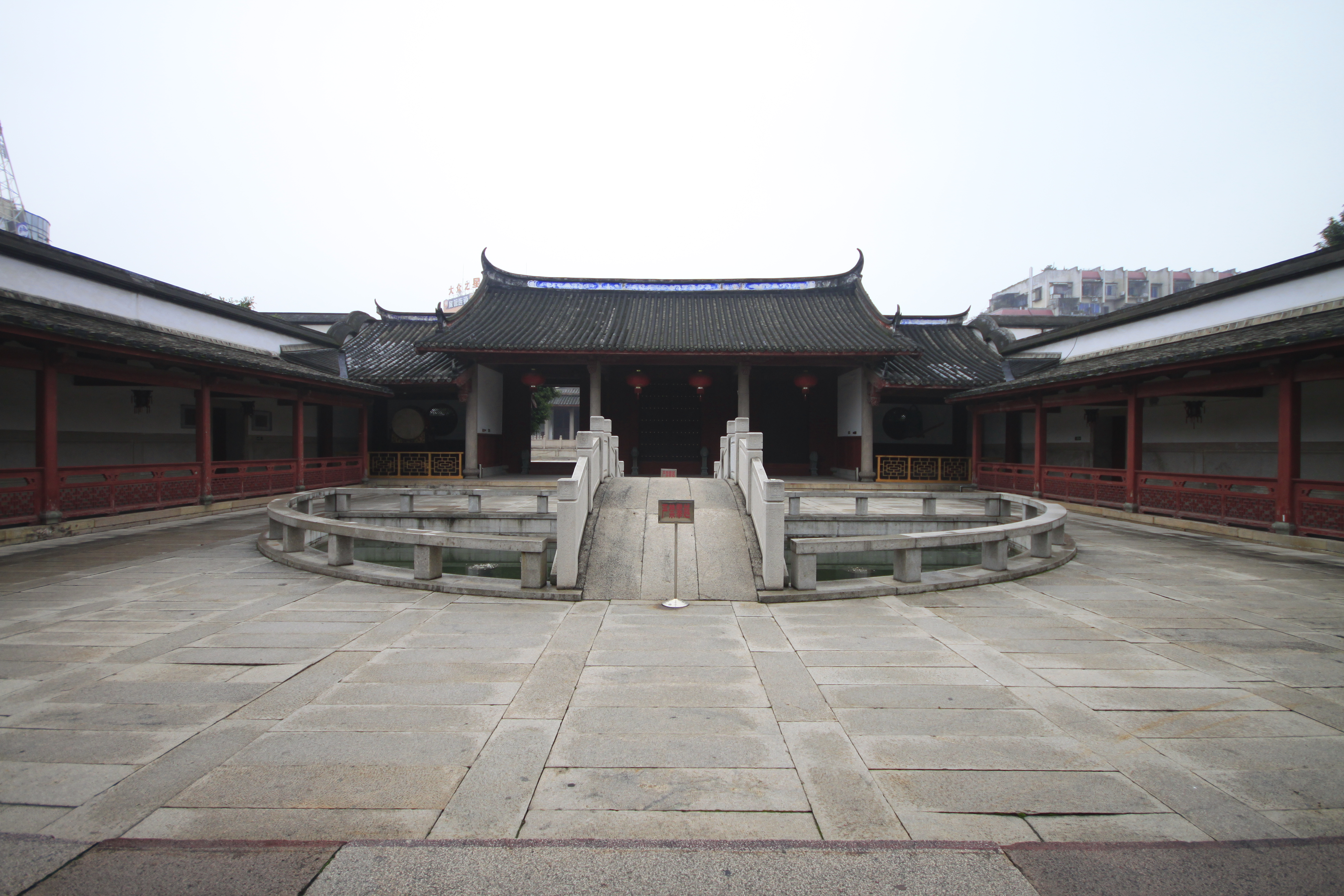
福州文廟之泮池及儀門

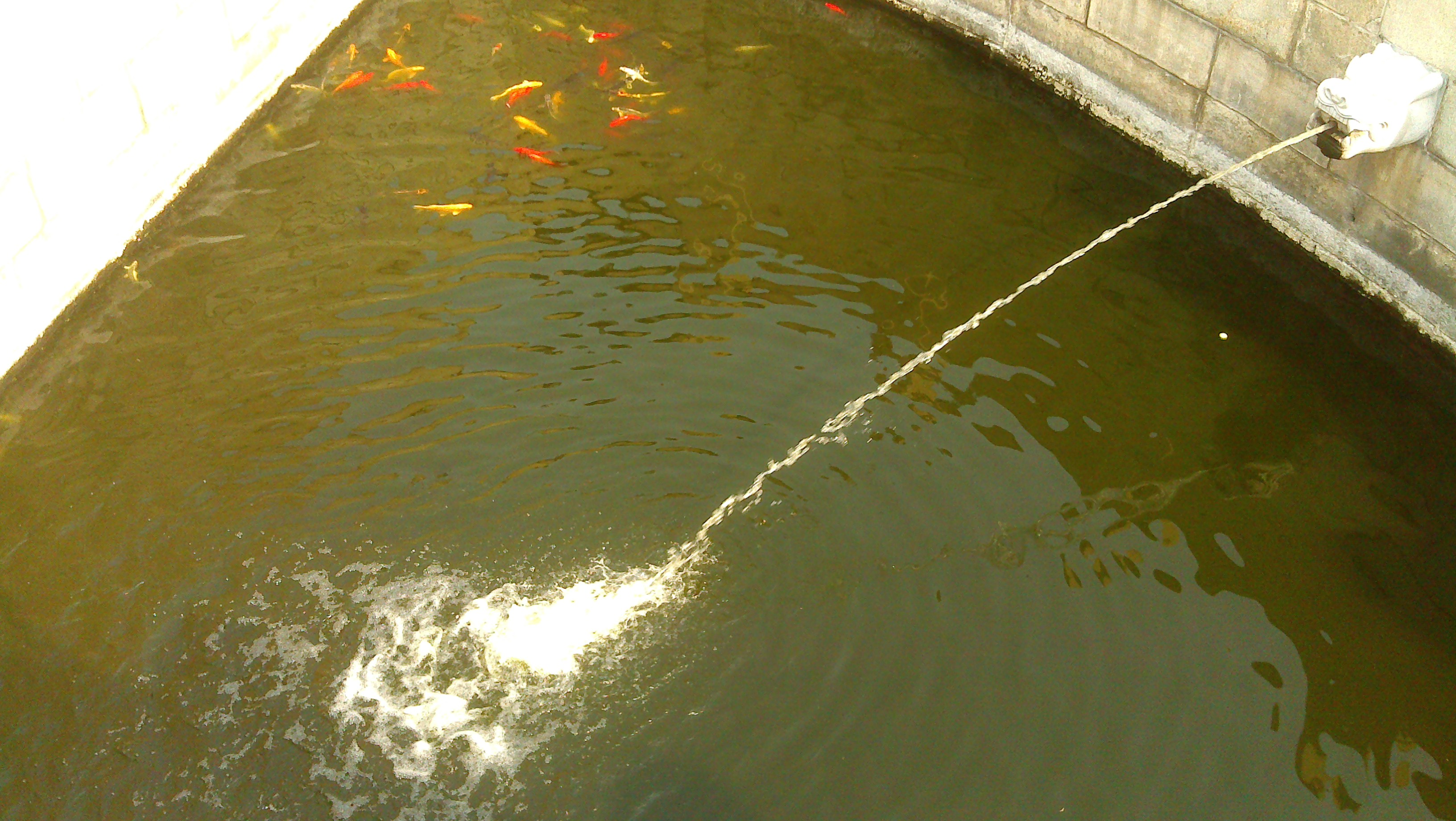
天津衛文廟內泮池

泮池是中國古代修建的一种水池的名稱，一般呈半圆形，功用為具有防災、調節氣溫及風水的象徵意義；上架拱橋正式名稱為泮橋。泮池意即“泮宮之池”，根據周禮，天子太學中央的學宮稱“辟雍”，四周環水；諸侯之學，只可南面泮水，故稱“泮宮”。因孔子在後世受封文宣王，因此以泮池為規制，修建于孔庙大成門外。
在古代，凡是新入官學的生员，都需进行称为“入泮”的入学仪式。